# Džurdži
Džurdži, polunomadski tunguski narod sa sjeveroistoka današnje Kine, nastanjen na područjima kasnije Mandžurije, današnji Liaoning, Heilongjiang i Jilin, direktni predci suvremenih Mandžuraca. Džurdži su bili skupina više plemena: Divlji Džurdži, Wanyan, Jianzhou Džurdži, Haixi Džurdži, Mohe (Heishui Mohe, Sumo, Baishan, Haoshih, Anchegu, Bodo, Yulou, Funie). Godine 946. zemljom naroda Džurdži ili Jurchen ovladaju Khitani, osnovavši carstvo Liao, a gradovi su im se nalazil sve do Pekinga, što im granice na jug idu s dinastijom Song i na zapad s dinastijom Xixia, odnosno Tangutima. Džurdži su bili ratoborni a Khitani malobrojniji, pa ovi 1115. podignu ustanak i utemelje svoje carstvo. U ovome im pomogoše i Kinezi. Džurdži osnuju vlastitu dinastiju u Kaifengu a Kinezi Južni Song u gradu Lin’an, današnji Hangzhou.
Džurdži su se od Kineza razlikovali po svojem jeziku, posebnim običajima i svojoj nošnji. Bili su ratoborni i ponosni, ali i manjima među Kinezima. Na sjeveru su lutale mongolske horde koje će uskoro pod vodstvom Džingis-kana osvojiti Kaifeng i zemlju Džurdža. Ovo se zbilo 1234., napadom ujedinjenih snaga Mongola i dinastije Song, a 1279 osvoje cijelu Kinu. Južni dio zemlje doći će pod vlast Kine (dinastija Ming), nakon što Mongoli budu protjerani u 14. stoljeću. Srednji dio i sjever još je u njihovim rukama. Džurdži će ustat protiv Kineza pod vodstvom Nurhačija (1559-1626) koji se proglasio carem (1616) te zaratio s Kinezima. Za prijestolnicu si je uzeo Mukden. Kinu će Mandžurci napasti 1644. i do 1680 njome potpuno ovladati.
Džurdžijska plemena službeno će postat Mandžurcima nakon 16. stoljeća. 

## Ostali nazivi za njih
Yojin  (korejski); Jurchen (engleski); Jurchid  (mongolski); Nuzhen (suvremeni kineski); Sushen, Jishen i Jushen (preci Džurdža; stari kineski nazivi)

## Galerija
- Mandžurski vojnici.